# Кока-Антімірешть
Кока-Антімірешть, Кока-Антімірешті (рум. Coca-Antimirești) — село у повіті Бузеу в Румунії. Входить до складу комуни Вінтіле-Воде.
Село розташоване на відстані 122 км на північний схід від Бухареста, 35 км на північ від Бузеу, 103 км на захід від Галаца, 87 км на схід від Брашова.

## Населення
За даними перепису населення 2002 року у селі проживали 240 осіб. Усі жителі села рідною мовою назвали румунську.
Національний склад населення села:
| Національність | Кількість осіб | Відсоток |
| -------------- | -------------- | -------- |
| румуни         | 227            | 94,6%    |
| цигани         | 13             | 5,4%     |